# Proelauna
Proelauna là một chi nhện trong họ Linyphiidae.